# Спасо-Казанский Симанский монастырь
Спасо-Казанский Симанский монастырь — женский монастырь Псковской и Великолукской епархии, расположенный в городе Острове Псковской области на левом берегу реки Великой.

## История
Владимир Александрович Симанский (1786—1860), прадед будущего патриарха Алексия I, был владельцем Екатерининского имения, где в 1845 году построил каменную церковь во имя Спаса Нерукотворного Образа. По воспоминаниям патриарха Алексия I, к концу XIX века родовое имение «представляло собою целый ряд небольших, но весьма уютных особняков, а в середине парка возвышалась церковь Спаса с колоннадами на четырёх её сторонах».
Брат деда Алексия I, Павел Владимирович Симанский (1834—1907), принявший священный сан, хотел, чтобы после его смерти в имении был основан монастырь, для чего и пожертвовал в 1896 году «всю землю своего имения и храм и некоторые дома в пользу обители», а также 15000 рублей начального капитала под устройство женской общины во имя Казанской иконы Божией Матери, а сам остаток дней жил в небольшом домике. Начинание поддержал отец будущего патриарха, пожертвовавший значительную сумму и принадлежавшую ему землю.
17 августа 1897 года Казанская обитель была освящена епископом Псковским и Порховским Антонином (Державиным). В освящении принимал участие Иоанн Кронштадтский. В 1907 году Казанская община была переименована в Спасо-Казанский общежительный монастырь.
При монастыре была организована церковно-приходская школа, школа рукоделия для девочек, гомеопатическая лечебница, общество трезвости, в котором к 1902 году состояло 130 человек.
В начале XX века было начато строительство собора в честь Казанской иконы Божией матери, но не было завершено. В 1918 году монастырь прекратил свое существование. Симанские покинули сельцо Екатерининское.
В 1942—1943 годах, в условиях оккупации, закрытый монастырский храм был восстановлен и освящён; вокруг него собрались разогнанные сёстры обители. Однако после освобождения Острова митрополит (с 1945 года — патриарх) Алексий не смог сохранить монастырь — он был повторно ликвидирован. В последующие годы советской власти постройки монастыря были разобраны на кирпичи.
13 октября 2003 года по благословению архиепископа Псковского и Великолукского Евсевия (Саввина) с целью возрождения женского монастыря был создан приход храма Казанской иконы Божьей Матери.
В феврале 2004 года Евсевий благословил собирать сестёр в возрождаемую обитель и поручил это монахине Маркелле (Павловой). 2 января 2005 года состоялась первая служба в храме Иоанна Кронштадтского. Стал выпускаться информационный листок «Кров спасения». 14 июня 2005 года Казанская община была реорганизована в Спасо-Казанский женский монастырь. 23 августа 2007 года архиепископ Псковский и Великолукский Евсевий совершил в Симанской обители чин освящения закладного камня на месте восстанавливаемого храма в честь Спаса Нерукотворного. 4 ноября 2010 года состоялось первое праздничное богослужение в честь Казанской иконы Божией Матери в восстановленном храме Спаса Нерукотворного Образа.
Построены храмы: Иоанна Кронштадтского (деревянный), Спаса Нерукотворного Образа, Архангела Михаила на подворье монастыря в деревне Тонковидово.
На территории монастыря возведены монастырские стены, трапезные (сестринская и для рабочих), корпус музея патриарха Алексия I, бани, библиотека, класс пения, ризничная, хозяйственные постройки, пруд.

## Святыни
Один из чудотворных списков Казанской иконы Божией Матери, по преданию, обретён одним из жителей Пскова на берегу реки Великой.
Этот образ был особо почитаем родом Симанских.

## Подворье
23 мая 2008 года, по благословению митрополита Псковского и Великолукского Евсевия, храм Архангела Михаила в деревне Тонковидово Островского района становится подворьем монастыря. Церковь XV века — самый древний храм Островского района. Работы по его восстановлению велись с 2008 года.  Первая служба в приделе Одигитрии состоялась 10 августа 2011 года.
На подворье монастыря каждое лето проводится детский православный лагерь.
C 2017 в монастыре работает музей и проводятся экскурсии.